# ياسوهيرو إينابا
ياسوهيرو إينابا (باليابانية: 稲葉泰弘؛ بالكانا: いなば やすひろ) هو مصارع رياضي ياباني، ولد في 21 أكتوبر 1985 في إيباراكي في اليابان.

## وصلات خارجية
- ياسوهيرو إينابا على موقع قاعدة بيانات المصارعة الدولية (الإنجليزية)